# Горње Врховине
Горње Врховине су насељено мјесто у Лици, у општини Врховине, Личко-сењска жупанија, Република Хрватска.

## Географија
Горње Врховине су од Врховина удаљене око 4 км југоисточно.

## Историја
До територијалне реорганизације у Хрватској насеље се налазило у саставу бивше општине Оточац. Горње Врховине су се од распада Југославије до августа 1995. године налазиле у Републици Српској Крајини.

## Култура
У Горњим Врховинама је сједиште истоимене парохије Српске православне цркве. Парохија Горње Врховине припада Архијерејском намјесништву личком у саставу Епархије Горњокарловачке. У Горњим Врховинама се налазио храм Српске православне цркве Светог оца Николаја саграђен 1747. године, спаљен током Другог свјетског рата, да би након рата био срушен. Парохију сачињавају: Горње Врховине, Горњи Бабин Поток, Доњи Бабин Поток, Турјански и Плитвички Љесковац.

## Становништво
Према попису из 1991. године, насеље Горње Врховине је имало 544 становника, међу којима је било 521 Срба, 10 Хрвата и 6 Југословена. Према попису становништва из 2001. године, насеље је имало 213 становника. Горње Врховине су према попису из 2011. године имале 300 становника.
| Националност       | 1991. | 1981. | 1971. | 1961. |
| Срби               | 521   | 503   | 654   | 797   |
| Југословени        | 6     | 86    |       |       |
| Хрвати             | 10    | 14    | 20    | 24    |
| Црногорци          |       | 1     |       |       |
| остали и непознато | 7     | 4     | 4     | 2     |
| Укупно             | 544   | 608   | 678   | 823   |

| Демографија | Демографија | Демографија |
| Година      | Становника  | Становника  |
| ----------- | ----------- | ----------- |
| 1961.       | 823         |             |
| 1971.       | 678         |             |
| 1981.       | 608         |             |
| 1991.       | 544         |             |
| 2001.       | 213         |             |
| 2011.       |             | 300         |

## Попис 1991.
На попису становништва 1991. године, насељено место Горње Врховине је имало 544 становника, следећег националног састава:
| Попис 1991.‍ | Попис 1991.‍ | Попис 1991.‍ | Попис 1991.‍ | Попис 1991.‍ |
| ----------- | ----------- | ----------- | ----------- | ----------- |
|             |             |             |             |             |
| Срби        | Срби        |             | 521         | 95,77%      |
| Хрвати      | Хрвати      |             | 10          | 1,83%       |
| Југословени | Југословени |             | 6           | 1,10%       |
| непознато   | непознато   |             | 7           | 1,28%       |
| укупно: 544 |             |             |             |             |